# Haplostichanthus gamopetala
Haplostichanthus gamopetala är en kirimojaväxtart som först beskrevs av Jacob Gijsbert Boerlage och Sijfert Hendrik Koorders, och fick sitt nu gällande namn av E.C.H.van Heusden. Haplostichanthus gamopetala ingår i släktet Haplostichanthus och familjen kirimojaväxter. Inga underarter finns listade i Catalogue of Life.